# 江口美里
江口 美里（えぐち みさと、1979年1月1日 - ）は、日本の女性声優。東京都出身。長崎県育ち。ドラマティックカンパニー所属。
以前は81プロデュースに所属していた。

## 出演作品

### テレビアニメ
2000年
- グラビテーション

2001年
- パラッパラッパー（生徒、侍女）

2002年
- アソボット戦記五九（女性客2）
- わがまま☆フェアリー ミルモでポン!（女生徒B、女生徒）

2003年
- 最遊記RELOAD（宿の受付）
- ぷちぷり*ユーシィ（園児C）

2004年
- マリア様がみてる（生徒）
- わがまま☆フェアリー ミルモでポン! わんだほう（女生徒）

### OVA
1997年
- 超光速グランドール（冬子）

2004年
- Phantom -PHANTOM THE ANIMATION-

### ゲーム
1997年
- 超光速グランドール（冬子）

### ドラマCD
2003年
- 最遊記RELOAD（子供）

### ラジオ
1997年
- ドラマチックな夜だから3